# Pest (músico)
Thomas Kronenes, más conocido como Pest (en noruego "peste" o "plaga"; Stord, Hordaland, 16 de setiembre de 1975), es un vocalista noruego de black metal, más conocido por su trabajo en la banda Gorgoroth.

## Biografía
"Pest" fue uno de los fundadores de la banda noruega de black metal, Obtained Enslavement, en Stord, Noruega, en 1989. Obtained Enslavement publicó dos demos en 1992 y 1993 antes de su primer larga duración, Centuries of Sorrow, lanzado den 1994.
En 1995, Pest recibió la oferta del guitarrista Infernus de unirse a la banda Gorgoroth como nuevo vocalista, después de que su predecesor, Hat, decidiera dejar la banda. Su primer concierto con Gorgoroth fue en diciembre de 1995, teloneando a Cradle of Filth en el London Astoria, y poniendo voz en la canción "Possessed (by Satan)" del segundo álbum de la banda Antichrist, publicado en 1996. 
Gorgoroth se fue de gira por Europa con Satyricon y Dissection en abril de 1996, seguido por una serie de conciertos en Bergen, Noruega y en Bischofswerda, Alemania. Pest hizo todas las voces del tercer álbum de estudio de Gorgoroth, Under the Sign of Hell, que fue grabado en la primavera de ese año y que fue publicado en 1997. Obtained Enslavement, con Pest todavía como vocalista, lanzó su segundo álbum, Witchcraft, ese mismo año. Al año siguiente, Pest decidió dejar Gorgoroth para concentrarse en su trabajo en Obtained Enslavement. Sin embargo, contribuye con sus letras en el álbum de Gorgoroth, Destroyer.
Obtained Enslavement publicó dos álbumes más en 1998 y 2000. Ese último año la banda se separa.
El 4 de diciembre de 2008, se hizo oficial que Pest se había vuelto a unir a Gorgoroth tras la expulsión de Gaahl, pero es expulsado de la banda al negarse a realizar la gira por Latinoamérica en el segundo semestre de 2012, y reemplazado por el vocalista Hoest de la banda Taake

## Bandas
- Gorgoroth - 1995-1997, 2008-2012
- Obtained Enslavement - 1989-2000
- Blood Stained Dusk - desde 2005
- Octagon (US)

## Discografía

### Gorgoroth
- Antichrist (1996)
- The Last Tormentor (EP) (1996)
- Under the Sign of Hell (1997)
- Destroyer (1998)
- Bergen 1996 (EP) (2007)
- Quantos Possunt ad Satanitatem Trahunt (2009)

### Obtained Enslavement
- Obtained Enslavement (demo) (1992)
- Out of the Crypts (demo) (1993)
- Centuries of Sorrow (1994)
- Witchcraft (1997)
- Soulblight (1998)
- The Shepherd and the Hounds of Hell (2000)

### Blood Stained Dusk
- Black Faith Inquisition (2008)[5]